# LDA (EP)
LDA è il primo EP del cantautore e rapper italiano omonimo, pubblicato il 13 maggio 2022.

## Descrizione
L'edizione standard del disco, composta da sette brani e prodotta da Davide Simonetta, in arte d.whale, Michele Canova Iorfida, e Stefano Tognini, in arte Zef, è stata pubblicata durante la partecipazione della cantautrice alla ventunesima edizione del talent show Amici di Maria De Filippi. Successivamente, il 29 luglio 2022, il disco è stato riadattato per una riedizione streaming con l'aggiunta del brano Lo que mas nos duele.

## Tracce
1. Quello che fa male – 2:30
2. Bandana – 2:49
3. Sai – 2:50
4. Io volevo solo te – 3:30
5. Scusa – 2:36
6. Vivimi – 3:33
7. Resta – 3:21

Durata totale: 21:09
Traccia bonus nella riedizione digitale
1. Lo que mas nos duele – 2:58

## Classifiche
| Classifica (2022) | Posizione massima |
| ----------------- | ----------------- |
| Italia            | 3                 |